# Mionochroma chloe
Mionochroma chloe är en skalbaggsart som först beskrevs av Pierre Émile Gounelle 1911.  Mionochroma chloe ingår i släktet Mionochroma och familjen långhorningar. Inga underarter finns listade i Catalogue of Life.